# Nazi Boni

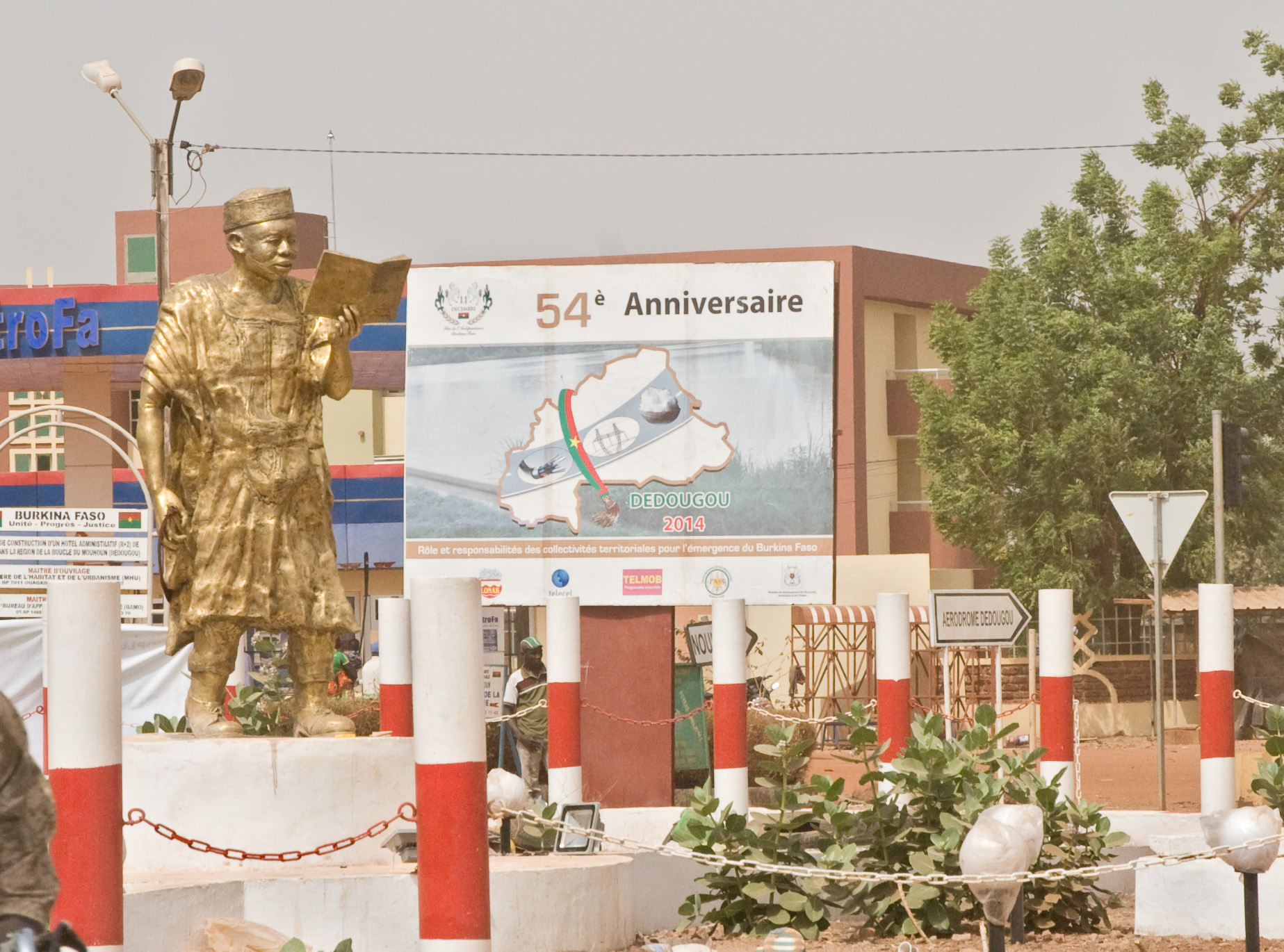
Denkmal für Nazi Boni in Dedugu, Burkina Faso (März 2015)

Nazi Boni (* 31. Dezember 1909 in Bouan, Obersenegal und Niger, heute Burkina Faso; † 16. Mai 1969 in Kokologho, Obervolta, heute Burkina Faso) war ein Schriftsteller und Politiker aus dem westafrikanischen Staat Obervolta, der 1984 in Burkina Faso umbenannt wurde.
Boni besuchte die Grundschule in Ouagadougou und die École normale William Ponty bei Dakar. Er begann zunächst für die französische Kolonialverwaltung als Lehrer zu arbeiten, aber seine kritische Haltung zum Kolonialismus brachte ihn in Schwierigkeiten mit der Kolonialverwaltung. In seinem Werk Crépuscule des temps anciens schreibt er über den Wandel der traditionellen Gesellschaften durch die erzwungene Modernisierung. Er mahnte sein Volk, die Bwaba, ihre Wurzeln, und dabei vor allem die mündliche Überlieferung ihrer Mythen und Geschichte, nicht zu vergessen.
1948 wurde er für Obervolta ins französische Parlament in Paris gewählt und 1957 Vorsitzender des neugeschaffenen Parlaments von Obervolta. Diesen Posten verlor er später allerdings wieder nach Streitigkeiten mit Daniel Ouezzin Coulibaly, dem damaligen Premierminister. Er gründete mehrere Parteien und engagierte sich für die Schaffung eines weiteren Territoriums innerhalb Französisch-Westafrikas, das den Westen des obervoltaischen Territoriums umfassen sollte.
Boni hatte in der Folge Probleme mit dem Präsidenten Maurice Yaméogo, ging nach Dakar ins Exil und kam 1969 bei einem Verkehrsunfall in Obervolta ums Leben.

## Werke
- Chronique du Bwamu (1962)
- Crépuscule des temps anciens (1964)
- Fondements traditionnels et modernes des pouvoirs en Afrique (1969)
- Histoire synthétique de l’Afrique résistante (1971)